# Chittagong Elevated Expressway
De Chittagong Elevated Expressway is een autosnelweg in Bangladesh. De snelweg is 16 kilometer lang en verbindt Shah Amanat International Airport (Chittagong) met Lalkhan Bazaar. De snelweg werd gebouwd door Max-Ranken Joint Venture en de Chittagong Development Authority (CDA).
Bangabandhu Sheikh Mujibur Rahman Expressway ·
Bhanga–Benapole Expressway ·
Chittagong Elevated Expressway ·
Dhaka Bypass Expressway ·
Dhaka Elevated Expressway ·
Dhaka–Ashulia Elevated Expressway ·
Hatirjheel–Demra Expressway ·
Purbachal Expressway ·